# Jules Danglot

a Compétitions nationales et continentales officielles uniquement.

Dernière mise à jour le 25 juin 2025.
Jules Danglot, né le 6 août 2001 à Cahors, est un joueur de rugby à XV français. Il évolue au poste de demi de mêlée.

## Biographie
Jules Danglot découvre le rugby à l'âge de 5 ans dans le club de Mauguio-Carnon, puis il rejoint l’école de rugby du Montpellier HR à l'âge de 11 ans. Il intègre en classe de seconde la section sport-études rugby du Lycée Jean-Mermoz avec laquelle il va remporter plusieurs titres dont 2 titres nationaux (Championnat de France UNSS) en 2017 et 2018.
Bénéficiant d'une double licence en vertu d'accords de partenariat entre le MHR et des clubs partenaires, il évolue en 2017-2018 en Challenge Phliponeau avec le RC Mauguio Carnon. Le club languedocien se hisse alors en finale et remporte le titre national en battant le club d'Antony Métro 92 en juin 2018. 
A la rentrée 2020, Jules Danglot intègre le centre de formation du club montpelliérain, en tant qu'espoir. Le 25 octobre 2020, il prend part à son premier match professionnel en remplaçant Cobus Reinach et en participant à la victoire de Montpellier contre le CA Brive.
Il rejoint Colomiers Rugby à compter de la saison 2025-2026.

## Palmarès
- Super Challenge de France Excellence 2015 avec l'équipe des minimes (U14) du Montpellier HR[7]
- Championnat de France UNSS 2017[4] et 2018 avec la section sport-études rugby du Lycée Jean-Mermoz
- Challenge Phliponeau 2018 avec le RC Mauguio Carnon